# 3 000 mètres masculin aux championnats du monde d'athlétisme en salle 2012
Navigation
2010 2014
Le 3 000 mètres masculin des Championnats du monde en salle 2012 a lieu les 9 et 11 mars dans l'Ataköy Athletics Arena.

## Records et performances

### Records
Les records du 3 000 m masculin (mondial, des championnats et par continent) étaient avant les championnats 2012, les suivants :
| Record du monde           | Daniel Komen        | Kenya      | 7 min 24 s 90 | Budapest   | 6 février 1998  |
| Record des championnats   | Haile Gebrselassie  | Éthiopie   | 7 min 34 s 71 | Paris      | 9 mars 1997     |
| Record d'Afrique          | Daniel Komen        | Kenya      | 7 min 24 s 90 | Budapest   | 6 février 1998  |
| Record d'Asie             | Saif Saaeed Shaheen | Qatar      | 7 min 39 s 77 | Pattaya    | 11 février 2006 |
| Record d'Amérique du Nord | Bernard Lagat       | États-Unis | 7 min 32 s 43 | Birmingham | 17 février 2007 |
| Record d'Amérique du Sud  | Jacinto Navarrete   | Colombie   | 7 min 49 s 46 | Séville    | 10 mars 1991    |
| Record d'Europe           | Sergio Sánchez      | Espagne    | 7 min 32 s 41 | Valence    | 13 février 2010 |
| Record d'Océanie          | Craig Mottram       | Australie  | 7 min 34 s 50 | Boston     | 26 janvier 2008 |

### Bilans mondiaux
Les bilans mondiaux avant la compétition étaient :
| 1  | Augustine Kiprono Choge | Éthiopie    | 7 min 29 s 94 |
| 1  | Edwin Cheruiyot Soi     | Kenya       | 7 min 29 s 94 |
| 3  | Yenew Alamirew          | Éthiopie    | 7 min 31 s 23 |
| 4  | Eliud Kipchoge          | Kenya       | 7 min 32 s 03 |
| 5  | Isiah Kiplangat Koech   | Kenya       | 7 min 32 s 89 |
| 6  | Dejen Gebremeskel       | Éthiopie    | 7 min 34 s 14 |
| 7  | Thomas Pkemei Longosiwa | Éthiopie    | 7 min 34 s 81 |
| 8  | Caleb Mwangangi Ndiku   | Kenya       | 7 min 35 s 42 |
| 9  | Tariku Bekele           | Éthiopie    | 7 min 37 s 0  |
| 10 | Mohamed Farah           | Royaume-Uni | 7 min 37 s 4  |
| 10 | Moses Ndiema Kipsiro    | Ouganda     | 7 min 37 s 4  |

## Résultats

### Finale
| Rang               | Athlète                 | Nation         | Temps         | Note |
| ------------------ | ----------------------- | -------------- | ------------- | ---- |
| Médaille d'or      | Bernard Lagat           | États-Unis     | 7 min 41 s 44 | SB   |
| Médaille d'argent  | Augustine Kiprono Choge | Kenya          | 7 min 41 s 77 |      |
| Médaille de bronze | Edwin Cheruiyot Soi     | Kenya          | 7 min 41 s 78 |      |
| 4                  | Mohamed Farah           | Royaume-Uni    | 7 min 41 s 79 |      |
| 5                  | Dejen Gebremeskel       | Éthiopie       | 7 min 42 s 60 |      |
| 6                  | Lopez Lomong            | États-Unis     | 7 min 44 s 16 | PB   |
| 7                  | Moses Ndiema Kipsiro    | Ouganda        | 7 min 44 s 59 |      |
| 8                  | Arne Gabius             | Allemagne      | 7 min 45 s 01 |      |
| 9                  | Yenew Alamirew          | Éthiopie       | 7 min 45 s 15 |      |
| 10                 | Yoann Kowal             | France         | 7 min 47 s 81 |      |
| 11                 | Craig Mottram           | Australie      | 7 min 48 s 23 | SB   |
| 12                 | Elroy Gelant            | Afrique du Sud | 7 min 48 s 64 | NR   |

### Séries
| Place | Athlète              | Nation         | Temps         | Note  |
| ----- | -------------------- | -------------- | ------------- | ----- |
| 1     | Edwin Cheruiyot Soi  | Kenya          | 7 min 49 s 48 | Q     |
| 2     | Craig Mottram        | Australie      | 7 min 49 s 62 | SB, Q |
| 3     | Moses Ndiema Kipsiro | Ouganda        | 7 min 49 s 71 | Q     |
| 4     | Yenew Alamirew       | Éthiopie       | 7 min 49 s 92 | Q     |
| 5     | Lopez Lomong         | États-Unis     | 7 min 50 s 36 | SB, q |
| 6     | Yoann Kowal          | France         | 7 min 50 s 47 | q     |
| 7     | Arne Gabius          | Allemagne      | 7 min 50 s 70 | q     |
| 8     | Elroy Gelant         | Afrique du Sud | 7 min 52 s 35 | PB, q |
| 9     | Bilisuma Shugi       | Bahreïn        | 7 min 53 s 62 |       |
| 10    | Juan Luis Barrios    | Mexique        | 7 min 54 s 07 | NR    |

| Place | Athlète                 | Nation      | Temps         | Note |
| ----- | ----------------------- | ----------- | ------------- | ---- |
| 1     | Augustine Kiprono Choge | Kenya       | 7 min 57 s 49 | Q    |
| 2     | Mohamed Farah           | Royaume-Uni | 7 min 57 s 59 | Q    |
| 3     | Bernard Lagat           | États-Unis  | 7 min 57 s 68 | Q    |
| 4     | Dejen Gebremeskel       | Éthiopie    | 7 min 57 s 69 | Q    |
| 5     | Hayle Ibrahimov         | Azerbaïdjan | 7 min 57 s 79 |      |
| 6     | Yohan Durand            | France      | 7 min 59 s 10 |      |
| 7     | Víctor García           | Espagne     | 7 min 59 s 85 |      |
| 8     | Polat Kemboi Arikan     | Turquie     | 8 min 02 s 37 |      |
| 9     | Alemu Bekele            | Bahreïn     | 8 min 02 s 83 |      |
| 10    | Robert Kajuga           | Rwanda      | 8 min 07 s 44 | PB   |
| 11    | Cornelius Panga         | Tanzanie    | 8 min 15 s 20 | PB   |

## Légende
Records et Performances
- AR : Record continental (area record)
- CR : Record des championnats (championship record)
- MR : Record du meeting (meet record)
- NR : Record national (national record)
- OR : Record olympique (olympic record)
- PR : Record paralympique (paralympic record)
- PB : Record personnel (personal best)
- SB : Meilleure performance personnelle de la saison (season's best)
- WL : Meilleure performance mondiale de l'année (world leader)
- WJR : Record du monde junior (world junior record)
- WR : Record du monde (world record)

Circonstances et Conditions
- DNF : N'a pas terminé (did not finish)
- DNS : N'a pas pris le départ (did not start)
- DQ : Disqualification (disqualification)
- NM : Aucun essai valable enregistré (No Mark)
- Q : Qualifié « directement » au prochain tour (ou à la prochaine compétition), lors d'une compétition majeure, grâce au classement ou à la réalisation des minima (automatic qualifier)
- q : Qualifié au prochain tour (ou à la prochaine compétition), lors d'une compétition majeure, grâce au repêchage ou à la réalisation de l'une des meilleures performances parmi celles des « non qualifiés directement » (grâce au meilleur temps ou à la meilleure distance par exemple) (secondary qualifier)